# David Danner
David Danner (* 19. Februar 1983 in Freiburg im Breisgau) ist ein ehemaliger deutscher Eishockeyspieler.

## Karriere
Danner begann seine Karriere 1999, als er für die Profimannschaft des EHC Freiburg in der 2. Bundesliga aktiv war. In seiner ersten Saison für die Wölfe absolvierte der Verteidiger 40 Ligaspiele und erzielte dabei zwei Assists. Zum Ende der Spielzeit 2002/03 stieg er mit dem EHC nach einer 3:0-Finalserie gegen den SC Riessersee in die Deutsche Eishockey Liga auf. Im darauffolgenden Jahr konnte Danner mit den Freiburgern nicht die Klasse halten und stieg mit ihnen wieder in die 2. Bundesliga ab. Der Defensivspieler absolvierte insgesamt 48 DEL-Spiele und konnte dabei zehn Mal punkten.
Zur Saison 2004/05 statteten ihn die Verantwortlichen der Augsburger Panther mit einer Förderlizenz für den DEL-Klub aus. Danner war somit neben dem EHC Freiburg auch für die Panther aus Augsburg spielberechtigt. Die Förderlizenz wurde im Sommer 2006 aufgelöst, als sich der 23-jährige den Grizzly Adams Wolfsburg anschloss, mit denen er in seiner ersten Spielzeit direkt in die höchste deutsche Spielklasse, die DEL, aufsteigen konnte. Danner hatte mit seinen 15 erzielten Punkten in 52 absolvierten Partien großen Anteil an diesem Erfolg. Während der Saison 2008/09 konnte der Linksschütze mit den Grizzly Adams die größten Erfolge seiner bisherigen Karriere feiern, als er mit seinem Team sowohl den Deutschen Eishockey-Pokal gewann, als auch das Play-off-Viertelfinale erreichte. Im Endspiel um den DEB-Pokal bezwangen die Grizzly Adams Wolfsburg den Rivalen aus Hannover mit 5:3.
Zur Spielzeit 2009/10 wechselte Danner innerhalb der Liga zu den Kassel Huskies, wo er einen Einjahresvertrag unterschrieb. Nach der Insolvenz der Kassel Huskies kehrte er 2010 zu seinem Heimatverein nach Freiburg zurück. Zur Saison 2011/12 wurde er von den Heilbronner Falken verpflichtet. Zur Saison 2013/2014 kehrte er dann noch einmal zu seinem Heimatverein zurück, wo er seine aktive Profikarriere nach der Spielzeit schließlich beendete.

### International
Bei der U18-Weltmeisterschaft 2001 erreichte David Danner mit der deutschen Juniorennationalmannschaft das Viertelfinale und letztendlich den fünften Platz. Somit konnte der Klassenerhalt gesichert werden. In den sechs Spielen, die der Defensivspieler absolvierte, konnte er keinen Scorerpunkt erzielen. Zwei Jahre später wurde er erneut für die Juniorennationalmannschaft nominiert, mit der er bei der U-20-Weltmeisterschaft 2003 in Kanada teilnahm. Mit einem abschließenden neunten Platz stieg der Verteidiger mit seinem Team in die B-WM ab. Danner kam in sechs Partien zum Einsatz und konnte dabei ein Tor erzielen.

## DEL-Statistik
(Stand: Ende der Saison 2008/09)